# Aliaporcellana
Aliaporcellana is een geslacht van kreeftachtigen uit de klasse van de Malacostraca (hogere kreeftachtigen).

## Soorten
- Aliaporcellana kikuchii Nakasone & Miyake, 1969
- Aliaporcellana pygmaea (de Man, 1902)
- Aliaporcellana suluensis (Dana, 1852)
- Aliaporcellana taiwanensis Dong, Li & Chan, 2011
- Aliaporcellana telestophila (Johnson, 1958)